# ورانوف ناد دییی
ورانوف ناد دییی (به لاتین: Vranov nad Dyjí) یک منطقهٔ مسکونی در جمهوری چک است که در شهرستان زنویمو واقع شده‌است.
 ورانوف ناد دییی  ۸۶۰ نفر جمعیت دارد.